# 和歌山マリーナシティ

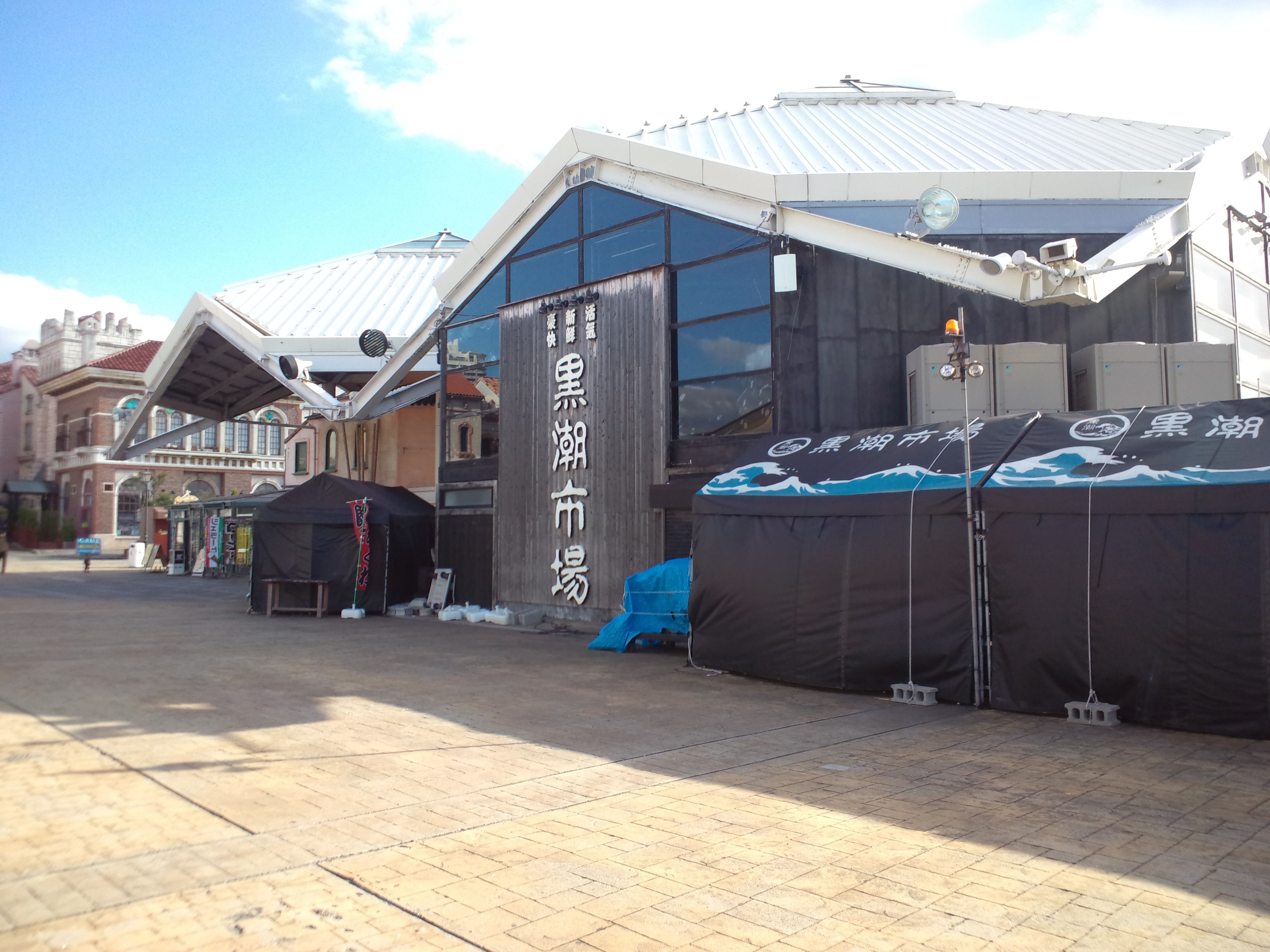
黒潮市場

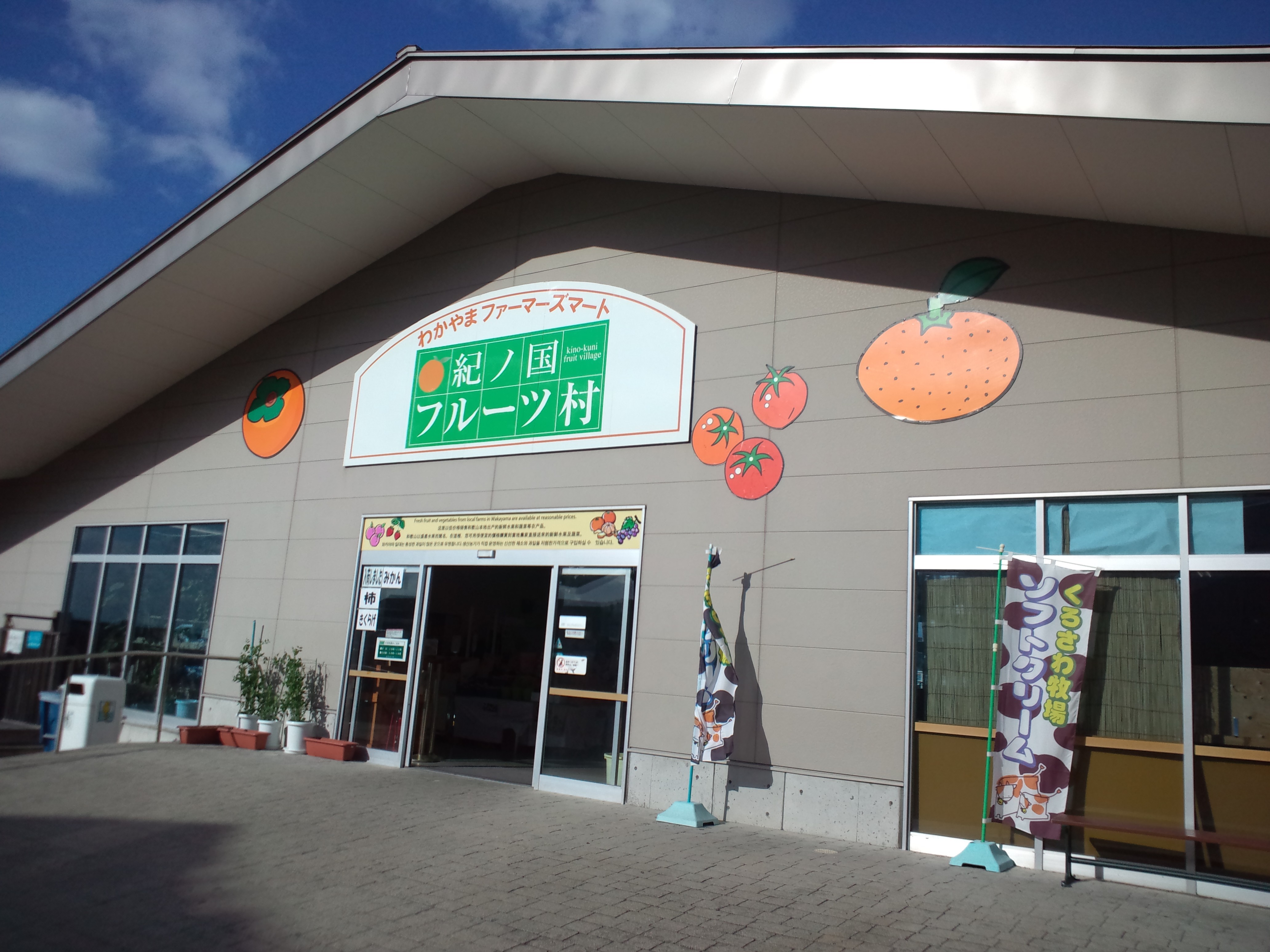
紀ノ国フルーツ村

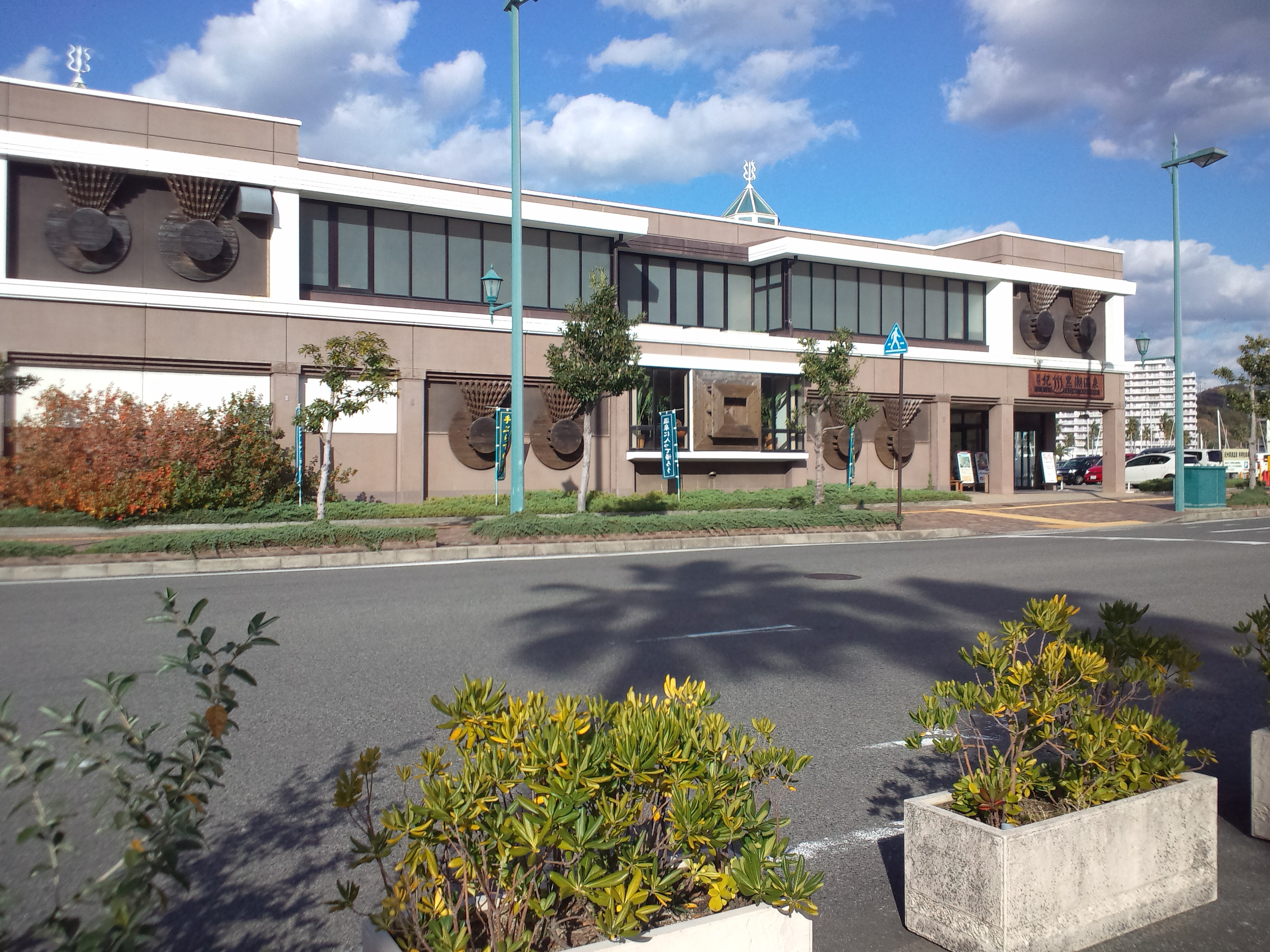
紀州黒潮温泉

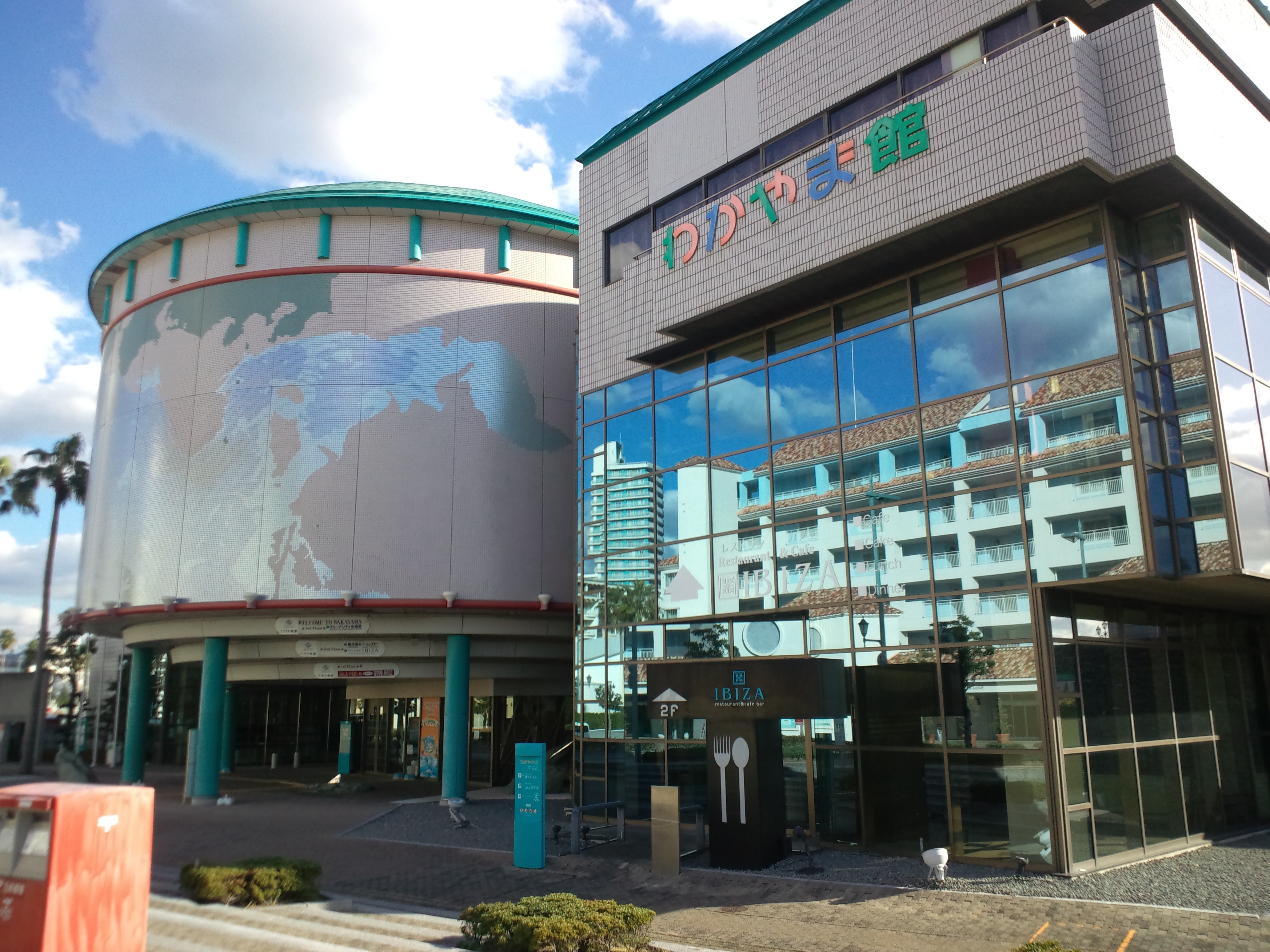
わかやま館

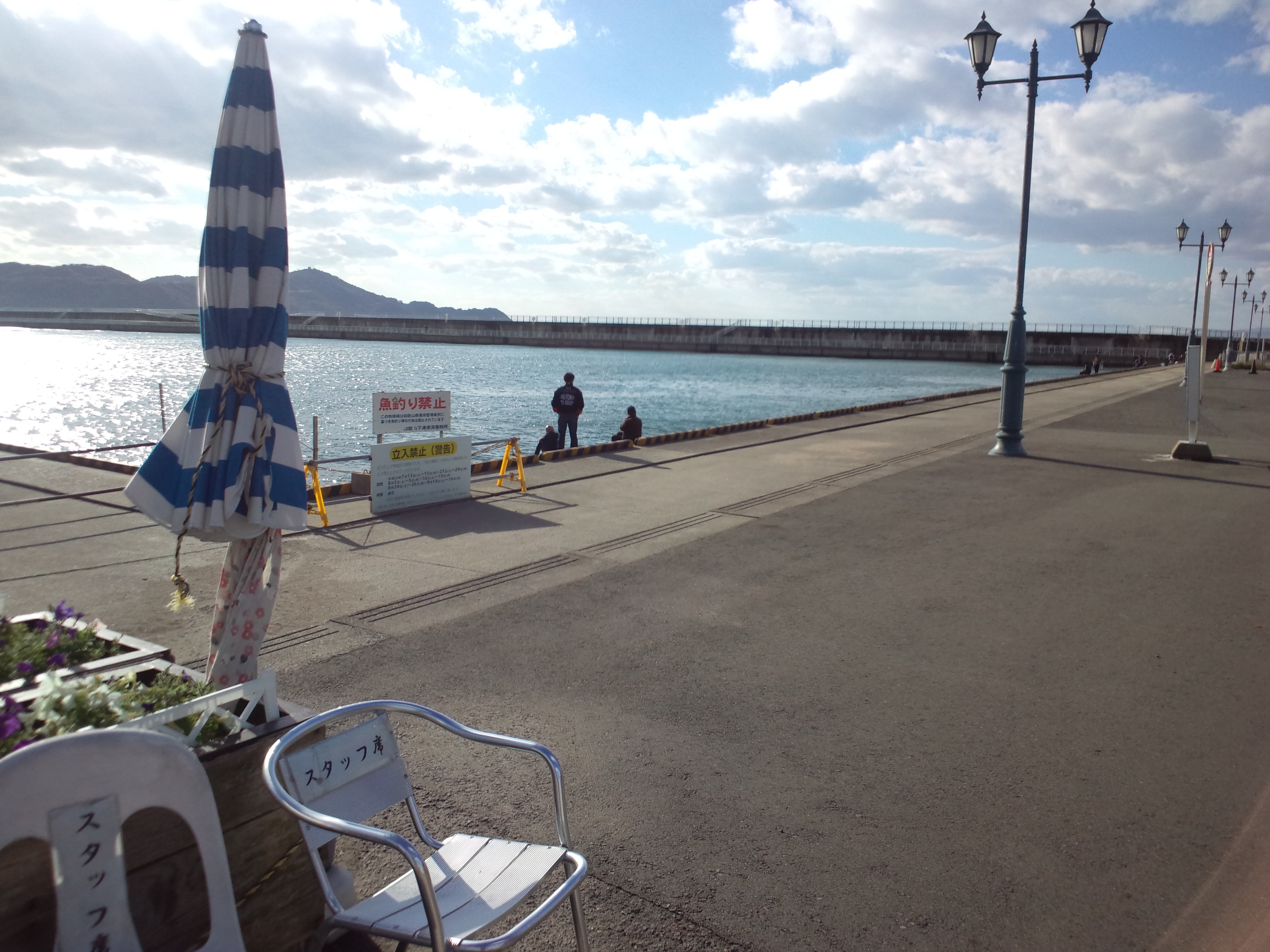
和歌山マリーナ

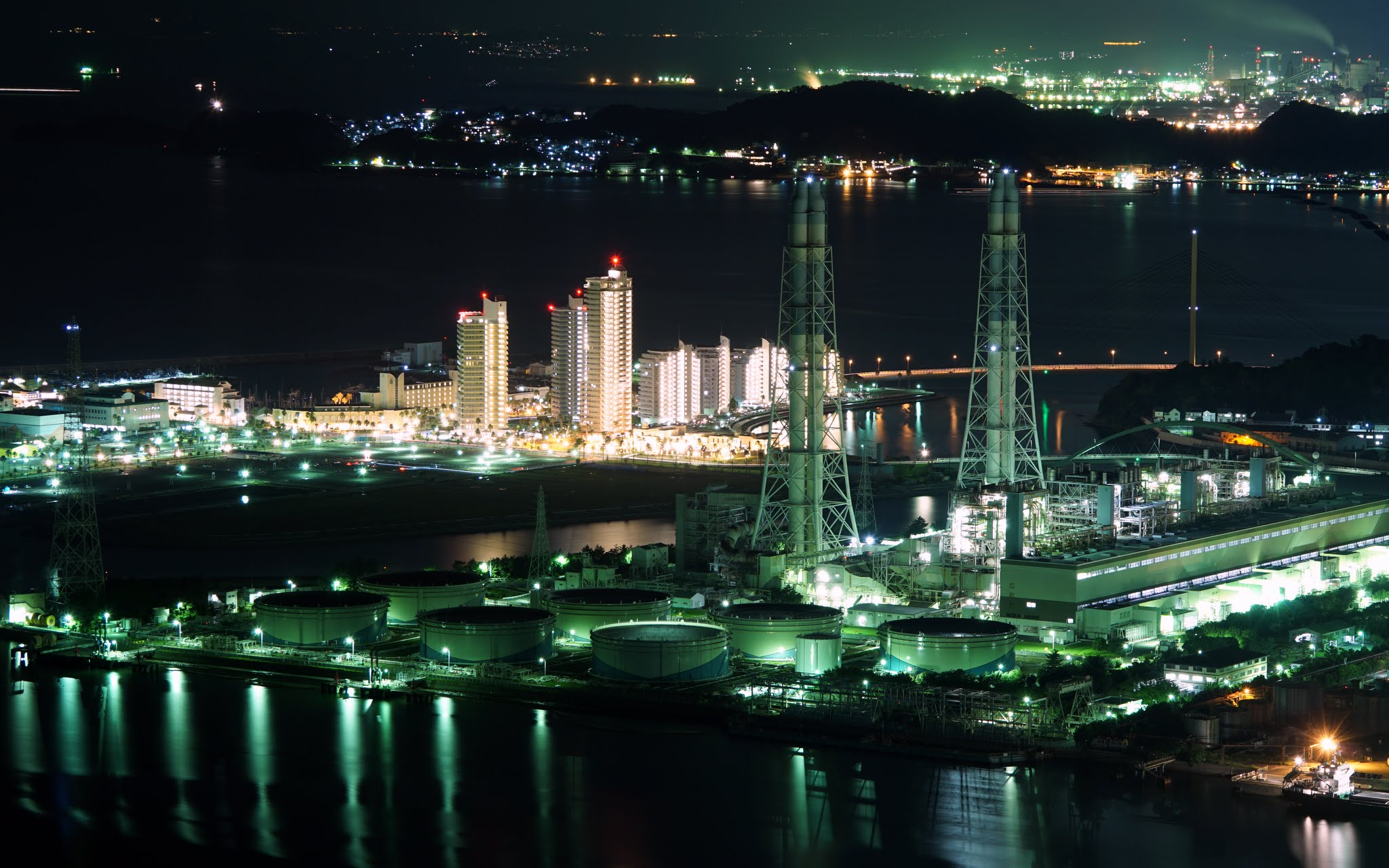
海南発電所とマリーナシティ

和歌山マリーナシティ（わかやまマリーナシティ、Wakayama Marina City）は、和歌山県和歌山市毛見沖の和歌山湾にある人工島。
1994年（平成6年）に開催された世界リゾート博に合わせ、松下興産（当時）によって作られた。

## 概要
開発総面積は65ha（陸地49ha・水面16ha）であり、1989年（平成元年）に着工され、1994年（平成6年）に完成した。
人工島には、テーマパークの「ポルトヨーロッパ」「和歌山マリーナシティホテル」(旧ロイヤルパインズホテル)などの施設があるほか、リゾートマンションも建設されている。また、島内のヨット倶楽部は、わかやまマリーナシティ海の駅として国土交通省より海の駅の登録を受けている。2016年（平成28年）度の入島者数は約300万人。
島の造成にあたって、埋立用の土砂は旧下津町（現在は海南市下津町）丸田の土砂採集場から採取された。バブル景気の頃にはこの旧下津町の土砂採集場跡地もリゾート開発される計画であったが、実際にはメガソーラー（NTTファシリティーズF海南太陽光発電所）と蚊取り線香の工場（大日本除虫菊和歌山工場）が立地している。
2015年以降、全国高等学校総合体育大会ヨット競技大会がこの年の近畿ブロック開催を機にここで固定開催されている。
2015年（平成27年）12月17日に和歌浦一帯はみなとオアシスの登録をしていて、当館はみなとオアシス和歌山を構成する施設の一である。
2018年（平成30年）和歌山県が統合型リゾートの候補地としてマリーナシティを指定し、イントランスが和歌山マリーナシティホテルなどの信託受益権を取得して開発の検討を行ったが、のちにコロナ禍で売却された。
2020年東京オリンピックの聖火リレーでセレブレーション会場となった、聖火ランナーは公募により1万人程度が選ばれた、聖火リレーについて、組織委員会はスポンサー企業4社と各都道府県実行委員会が行ったランナー公募に延べ53万5717件の応募があったと発表した。

## 主な施設
- ポルトヨーロッパ（地中海をイメージしたテーマパーク）
  - ドルフィンパーク - バンドウイルカなどのふれあい体験施設[8][9]
- 和歌山マリーナシティホテル（旧ロイヤルパインズホテル）
- 黒潮市場（マグロの解体ショーなどが行われる）
- 紀ノ国フルーツ村
- ソルカサ・デル・マール
- 紀州黒潮温泉
- 釣り公園
- 海洋釣り堀
- 大波堤
- わかやま館（世界リゾート博覧会において和歌山県を紹介するパビリオンとして建設された建物を県産品販売・ドームシアター・貸会議室として使用していた。2021年3月閉鎖、のちに解体。[10]）
- 和歌山マリーナ（公共マリーナ）
- ヨット倶楽部（民間マリーナ）
- リゾートマンション 多数

## 事業主
和歌山マリーナシティ株式会社 
- 所在地：和歌山県和歌山市毛見1527番地
- 設立：2003年（平成15年）12月12日
- 資本金：5000万円
- 主な事業所
  - 和歌山マリーナシティ

## エピソード
1994年（平成6年）のオープン告知のテレビCMには、漫才師の人生幸朗の生前の映像を使用。人生幸朗の声の吹き替えは、人生幸朗の物真似で有名な大平サブローが担当した。

## 交通手段
- 南海和歌山市駅から和歌山バス「マリーナシティ」「海南駅前」行またはタクシーで約30分。
- JR和歌山駅から和歌山バス「マリーナシティ」「海南駅前」行またはタクシーで約30分。
- JR紀勢本線海南駅から和歌山バス「マリーナシティ」方面行またはタクシーで約15分。
- 阪和道海南インターチェンジから車で約10分。
- 高野山・生石高原登山口から大十バス「高野マリンライナー」を利用。1日1往復。4月下旬から11月下旬まで土日祝運行。高野山から約2時間。

## 周辺
- 和歌浦
- 養翠園
- 温山荘園
- 六三園
- 関西電力海南発電所
- 日本製鉄和歌山製鐵所海南地区